# Glenea submorosa
Glenea submorosa là một loài bọ cánh cứng trong họ Cerambycidae.